# The Kinks aka The Black Album
The Kinks aka The Black Album is een verzamelalbum van de Britse rockband The Kinks uit 1970.

## Tracks
- "You Really Got Me"
- "Long Tall Shorty"
- "All Day and All of the Night"
- "Beautiful Delilah"
- "Tired of Waiting for You"
- "I'm a Lover Not a Fighter"
- "A Well Respected Man"
- "Till the End of the Day"
- "See My Friends"
- "Don't You Fret"
- "Dedicated Follower of Fashion"
- "Sunny Afternoon"
- "Dead End Street"
- "Death of a Clown"
- "Two Sisters"
- "Big Black Smoke"
- "Susannah's Still Alive"
- "Autumn Almanac"
- "Waterloo Sunset"
- "Last of the Steam-Powered Trains"
- "Wonderboy"
- "Do You Remember Walter?"
- "Dandy"
- "Animal Farm"
- "Days"

Opnamen: juli 1964 t/m oktober 1968.
Mick Avory · Dave Davies · Ray Davies

John Dalton · Gordon Edwards · Ian Gibbons · John Gosling · Bob Henrit · Andy Pyle · Pete Quaife · Jim Rodford